# Station Szałamaje
Station Szałamaje is een spoorwegstation in de Poolse plaats Szałamaje.